# Розорення Москви Тохтамишем
Розорення Москви Тохтамишем у 1382 році — облога і взяття Москви золотординським ханом Тохтамишем. Похід був спрямований на відновлення реальної залежності земель Московського князівства від Орди після конфлікту Дмитра Івановича Донського з правителем Західної Орди Мамаєм (1374), поразок останнього в 1376, 1378 і 1380 (див. Куликовська битва) роках і утвердження влади Тохтамиша на всій території Золотої Орди (1380).
Багато в чому завдяки ефекту раптовості Тохтамиш зумів розорити Залісся без зіткнення з об'єднаними силами місцевих князів після чого відновив залежність Московського князівства від Золотої Орди

## Передумови
В кінці 70-х років XIV ст. правителю Білої Орди, Тохтамишу вдалось встановити свою владу на більшій частині золотоординських територій. Після поразки темника Мамая, який був головним суперником Тохтамиша в боротьбі за владу в Золотій Орді, на Куликовому полі більша частина Мамаєвих воєначальників перейшла на бік Тохтамиша.
Після цього Тохтамиш відправив послів до Дмитра Донського з вимогою виплатити данину «по старому» як її раніше платила Москва та інші князівства Північно-Східної Русі. Дмитро прийняв посольство з усіма почестями, однак виплатити данину відмовився. Що спонукало Тохтамиша до активних дій.

## Похід Тохтамиша
1382 року Тохтамиш зібрав в Казані свої війська та повів їх у швидкому темпі на захід. Нижегородсько-суздальський князь Дмитро Костянтинович своєчасно дізнавшись про підхід Тохтамиша послав йому на зустріч своїх синів Василя Кирдяпу та Семена, проте вони не застали хана через те що він пересувався дуже швидко і змогли наздогнати лише через кілька днів на кордоні Рязанського князівства. Олег Рязанський, щоб уникнути розорення свого князівства зустрів Тохтамиша за його межами, визнав свою покірність хану та показав доступні броди через Оку. Тохтамиш повів війська на Москву в обхід Рязанської землі зі сходу.
Дізнавшись про наближення ординських військ Дмитро Донський нашвидкоруч зібрав свої війська і вийшов на зустріч Тохтамишу. Однак не отримавши підтримки від інших удільних князів, та через недостачу власних сил змушений був втікати на північ в Кострому. Тохтамиш ж переправився через Оку і взяв Серпухов, князь якого, Володимир Андрійович, завчасно втік у Волок Ламський. Після цього хан відправився на Москву «волости и сёла жгучи и воюючи, а род христианский секучи и убиваючи, а иные люди в полон емлючи»
В цей час у Москву, залишену своїм князем напризволяще, почали стікатись люди з усіх околиць. На міському вічі москвичі вирішили не покидати міста і тримати оборону від ординців до останнього. На воротах стояли люди з рогатинами та сулицями і нікого не випускали. Дозволили покинути місто лише великій княгині та митрополиту Кипріану. До облоги москвичі готувались завчасно, запасаючи каміння, киплячу смолу, дьоготь та воду. Міський посад спеціально спалили, щоб у Тохтамиша не було матеріалу для облогових машин. Оскільки у Москві не залишилось жодного з місцевих князів, очолив міську оборону литовський князь Остей, внук Ольгерда.

## Облога Москви
Татарські загони з ходу намагались взяти Москву штурмом. Однак містяни завзято оборонялись, використовуючи вперше в історії Московського князівства, вогнепальну зброю, та відбили три штурми. Через три дні безуспішних спроб захопити Москву, Тохтамиш вдався до хитрості — два сина нижегородсько-суздальського князя, Василь Кирдяпа та Семен Дмитрович звернулись до москвичів з пропозицією добровільно відкрити ворота та виплатити данину, за що Тохтамиш обіцяв пощадити місто та його жителів.
Коли князь Остей, бояри, духовенство та міщани урочисто вийшли з воріт Москви татари раптово накинулись на них і почали вбивати усіх підряд. Після чого взяли незахищені стіни та розграбували місто.

## Наслідки

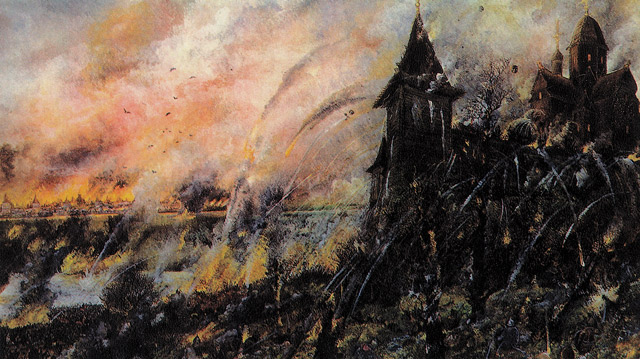
Розорення Москви Тохтамишем (малюнок Василя Сергійовича Смирнова 19 століття). Тохтамиш хотів зробити Москву прикладом того, що станеться, якщо хтось наважиться кинути виклик монгольській зверхності над руськими князівствами.

В ході погрому вчиненого Тохтамишем було вбито щонайменше 24 000 містян, спалено та розграбовано чимало церков і будинків. Була пограбована княжа казна. Всі хто залишився в живих були забрані Тохтамишем в рабство в Орду. Пограбувавши Москву війська Тохтамиша рушили плюндрувати інші міста Північно-Східної Русі. По дорозі татари розорили Владимир, Можайськ, Звенигород, Юр'їв, однак під Волоком Ламським невеликий татарський загін був наголову розбитий серпуховським князем Володимиром Андрійовичем.
Після цього Тохтамиш зібрав свої сили і почав відступати. По дорозі він розорив Коломну та спустошив Рязанську землю, незважаючи на попередню угоду з князем Олегом Івановичем. До Орди війська Тохтамиша вернулись з величезною здобиччю, в тому числі з тисячами рабів.
Вже осінню 1382 року до Москви прибув татарський посол з пропозицією миру. Весною 1383 року Дмитро виплатив Орді данину за два роки, які пройшли з часу поразки Мамая на Куликовому полі, за що отримав від хана ярлик на Велике княжіння Владимирське. Тверське князівство в цей же час стало незалежне від Москви і підпорядковувалось Орді напряму. За повідомленням джерел, уже в 1388 році у війську Тохтамиша, яке воювало з Тимуром, бились воїни з Московського князівства.